# منفذ طريبيل الحدودي
منفذ طريبيل الحدودي هو منفذ حدودي بري عراقي في أقصى غرب العراق في قضاء الرطبة في محافظة الأنبار، يربط العراق والأردن. في مطلع 2015م كان تنظيم الدولة يسيطر عليه. وقبل الاحتلال الأمريكي للعراق سنة 2003، كان المجمع الإداري لمنفذ طريبيل يُسمى مجمع القادسية الحدودي.